# Carlos Lehder
Carlos Enrique Lehder Rivas (Armênia, 7 de setembro de 1949) é um cofundador do Cartel de Medellín e ex-traficante teuto-colombiano.

## Biografia
Nascido em Armênia, na Colômbia. Filho de pai alemão e mãe colombiana ele foi o primeiro traficante de drogas de alto nível extraditado para os Estados Unidos, após o que foi libertado da prisão nos Estados Unidos após 33 anos em 2020. Originalmente da Armênia, Colômbia, Lehder acabou administrando um império de transporte de cocaína na ilha de Norman's Cay, a 210 milhas (340 km) da costa da Flórida, no centro das Bahamas.
Lehder foi um dos membros fundadores do Muerte a Secuestradores ("MAS"), um grupo paramilitar cujo foco era retaliar contra os sequestros de membros do cartel e suas famílias pelos guerrilheiros. Sua motivação para se juntar ao MAS foi retaliar contra o movimento guerrilheiro M-19, que, em novembro de 1981, tentou sequestrá-lo por um resgate; Lehder conseguiu escapar dos sequestradores, embora tenha sido baleado na perna. Ele foi um dos mais importantes operadores do MAS e do Cartel de Medellín, e é considerado um dos mais importantes chefões do narcotráfico colombiano a ter sido processado com sucesso nos Estados Unidos.
Além disso, Lehder "fundou um partido político neonazista, o Movimento Nacional Latino, cuja principal função, segundo a polícia, parecia ser forçar a Colômbia a revogar seu tratado de extradição com os Estados Unidos".